# Mirali Seyidov
 (juin 2023).
Pour les articles homonymes, voir Seyidov.
Mirali Séyidov (en  azéri: Mirəli Mirələkbər oğlu Seyidov; né le 5 mai 1918 à Erevan et mort le 26 avril 1992 à Bakou) est un critique littéraire, membre de l'Union des écrivains azerbaïdjanais (1976), docteur en sciences philologiques (1968), professeur (1979), scientifique honoré de la RSS d'Azerbaïdjan (1982), membre correspondant de l'Académie de créativité nationale d'Azerbaïdjan.

## Biographie
Mirali Miralakbar oghlu Séyidov est né dans la famille d'un noble de la ville d'Iravan, en Azerbaïdjan occidental. Il est diplômé de l'école primaire et de l'école technique d'hydromélioration à Bakou (1938). Il étudie au département d'Azerbaïdjan de l'Université pédagogique d'État d'Arménie(1938-1944). Parallèlement, il étudie au Département oriental de l'Université d'État d'Erevan (1941-1945). Au cours de ces années, il travaille comme correcteur d'épreuves, travailleur littéraire, chef du département de la jeunesse, secrétaire responsable adjoint et attaché de presse à la rédaction du journal Armenie soviétique.En 1952, il défend sa thèse sur la Création de Sayat Nova.

## Vie à Bakou
En 1945-1953 Mirali Séyidov est Chef du département de littérature médiévale azerbaïdjanaise du Musée de la littérature Nizami de l'ANS de la RSS d'Azerbaïdjan, chercheur principal au département médiéval de l'Institut de langue et de littérature de Nizami (1953-1960), chercheur principal au département des relations littéraires (1960-1967), chef du département (1967-1980), chef du département de Mythologie azerbaïdjanaise et de folklore médiéval (1980-1988). Il  travaille comme chercheur principal dans le département de créativité populaire de l'institut (depuis 1987). Il fait partie de la délégation soviétique au 4e Congrès turcologique tenu en Turquie en 1982 et fait un rapport sur Les éléments théâtraux dans les cérémonies azerbaïdjanaises (basées sur la cérémonie Yug).
En 1967 il soutient sa thèse de doctorat sur les Relations littéraires azerbaïdjanaises-arméniennes (de la période la plus ancienne à la fin du XVIIIe siècle). Il travaille sur des recherches sur la mythologie azerbaïdjanaise comme source pour étudier l'origine du peuple azerbaïdjanais. Il participe à des réunions et des conférences turcologiques.

## Memoire
- Une plaque commémorative est placée sur le mur de l'immeuble où il habitait.
- Une rue porte son nom dans le district de Yasamal à Bakou.